# Paul Bernardoni
Paul Bernardoni (Évry, 18 aprile 1997) è un calciatore francese, portiere dell'Amiens.

## Caratteristiche tecniche
Portiere bravo nell'elevazione e nelle uscite basse, è abile nel movimento nell'area piccola.

## Carriera

### Club
Inizia la sua carriera nel Troyes, debuttando in Ligue 2 nella gara del 6 marzo 2015 contro il Clermont.
Una volta ottenuta la promozione e disputata la prima metà del successivo campionato di Ligue 1 con il Troyes, il 31 gennaio 2016 passa al Bordeaux in prestito con diritto di riscatto. A fine stagione viene acquistato a titolo definitivo dai Girondins.
Il 23 giugno 2017 viene prestato al Clermont Foot.
Il 6 luglio 2018 passa in prestito al Nîmes neopromosso in Ligue 1. La stagione successiva, dopo aver rinnovato il contratto con il Bordeaux, è nuovamente prestato al Nîmes.
Il 10 giugno 2020 viene acquistato a titolo definitivo dall'Angers; mentre il 5 gennaio 2022 viene mandato in prestito al Saint-Étienne.

### Nazionale
Partecipa come portiere titolare della Francia all'Europeo Under-19 2016, vinto proprio dai Bleus.
Partecipa ai Giochi Olimpici di Tokyo 2020 svoltisi tra la fine di luglio e l'inizio di agosto 2021. Nella sfortunata esperienza olimpica per la nazionale di Francia, egli è il portiere titolare; gioca tutte e tre le partite per un totale di 270 minuti e subisce 11 reti.

## Statistiche

### Presenze e reti nei club
Statistiche aggiornate al 19 gennaio 2023.
| Stagione        | Squadra         | Campionato      | Campionato | Campionato | Coppe nazionali | Coppe nazionali | Coppe nazionali | Coppe continentali | Coppe continentali | Coppe continentali | Altre coppe | Altre coppe | Altre coppe | Totale | Totale |
| Stagione        | Squadra         | Comp            | Pres       | Reti       | Comp            | Pres            | Reti            | Comp               | Pres               | Reti               | Comp        | Pres        | Reti        | Pres   | Reti   |
| --------------- | --------------- | --------------- | ---------- | ---------- | --------------- | --------------- | --------------- | ------------------ | ------------------ | ------------------ | ----------- | ----------- | ----------- | ------ | ------ |
| 2014-2015       | Troyes          | L2              | 1          | 0          | CF+CdL          | -               | -               | -                  | -                  | -                  | -           | -           | -           | 1      | 0      |
| 2015-gen. 2016  | Troyes          | L1              | 14         | -26        | CF+CdL          | 0+1             | 0 + -2          | -                  | -                  | -                  | -           | -           | -           | 15     | -28    |
| Totale Troyes   | Totale Troyes   | Totale Troyes   | 15         | -26        |                 | 1               | -2              |                    | -                  | -                  |             | -           | -           | 16     | -28    |
| gen.-giu. 2016  | Bordeaux        | L1              | 7          | -18        | CF+CdL          | 0+0             | 0               | UEL                | -                  | -                  | -           | -           | -           | 7      | -18    |
| 2016-2017       | Bordeaux        | L1              | 0          | 0          | CF+CdL          | 0+0             | 0               | -                  | -                  | -                  | -           | -           | -           | 0      | 0      |
| Totale Bordeaux | Totale Bordeaux | Totale Bordeaux | 7          | -18        |                 | 0               | 0               |                    | -                  | -                  |             | -           | -           | 7      | -18    |
| 2017-2018       | Clermont        | L2              | 38         | -36        | CF+CdL          | 0+0             | 0               | -                  | -                  | -                  | -           | -           | -           | 38     | -36    |
| 2018-2019       | Nîmes           | L1              | 38         | -58        | CF+CdL          | 1+1             | -3 + -1         | -                  | -                  | -                  | -           | -           | -           | 40     | -62    |
| 2019-2020       | Nîmes           | L1              | 25         | -38        | CF+CdL          | 1+0             | -2+0            | -                  | -                  | -                  | -           | -           | -           | 26     | -40    |
| Totale Nîmes    | Totale Nîmes    | Totale Nîmes    | 63         | -96        |                 | 3               | -6              |                    | -                  | -                  |             | -           | -           | 66     | -102   |
| 2020-2021       | Angers          | L1              | 38         | -58        | CF              | -               | -               | -                  | -                  | -                  | -           | -           | -           | 38     | -58    |
| 2021-gen. 2022  | Angers          | L1              | 13         | -19        | CF              | 1               | -2              | -                  | -                  | -                  | -           | -           | -           | 14     | -21    |
| gen.-giu. 2022  | Saint-Étienne   | L1              | 19+2       | -37 + -2   | CF              | 1               | -1              | -                  | -                  | -                  | -           | -           | -           | 22     | -38    |
| 2022-2023       | Angers          | L1              | 11         | -26        | CF              | 1               | -1              | -                  | -                  | -                  | -           | -           | -           | 12     | -27    |
| Totale Angers   | Totale Angers   | Totale Angers   | 62         | -103       |                 | 2               | -3              |                    | -                  | -                  |             | -           | -           | 64     | -106   |
| Totale carriera | Totale carriera | Totale carriera | 207        | -318       |                 | 7               | -12             |                    | -                  | -                  |             | -           | -           | 214    | -330   |

### Cronologia presenze e reti in nazionale
| Cronologia completa delle presenze e delle reti in nazionale ― Francia olimpica | Cronologia completa delle presenze e delle reti in nazionale ― Francia olimpica | Cronologia completa delle presenze e delle reti in nazionale ― Francia olimpica | Cronologia completa delle presenze e delle reti in nazionale ― Francia olimpica | Cronologia completa delle presenze e delle reti in nazionale ― Francia olimpica | Cronologia completa delle presenze e delle reti in nazionale ― Francia olimpica | Cronologia completa delle presenze e delle reti in nazionale ― Francia olimpica | Cronologia completa delle presenze e delle reti in nazionale ― Francia olimpica |
| Data                                                                            | Città                                                                           | In casa                                                                         | Risultato                                                                       | Ospiti                                                                          | Competizione                                                                    | Reti                                                                            | Note                                                                            |
| ------------------------------------------------------------------------------- | ------------------------------------------------------------------------------- | ------------------------------------------------------------------------------- | ------------------------------------------------------------------------------- | ------------------------------------------------------------------------------- | ------------------------------------------------------------------------------- | ------------------------------------------------------------------------------- | ------------------------------------------------------------------------------- |
| 16-7-2021                                                                       | Seul                                                                            | Corea del Sud olimpica                                                          | 1 – 2                                                                           | Francia olimpica                                                                | Amichevole                                                                      | -1                                                                              |                                                                                 |
| 22-7-2021                                                                       | Tokyo                                                                           | Messico olimpica                                                                | 4 – 1                                                                           | Francia olimpica                                                                | Olimpiadi 2020 - Fase a gironi                                                  | -4                                                                              |                                                                                 |
| 25-7-2021                                                                       | Saitama                                                                         | Francia olimpica                                                                | 4 – 3                                                                           | Sudafrica olimpica                                                              | Olimpiadi 2020 - Fase a gironi                                                  | -3                                                                              |                                                                                 |
| 28-7-2021                                                                       | Yokohama                                                                        | Francia olimpica                                                                | 0 – 4                                                                           | Giappone olimpica                                                               | Olimpiadi 2020 - Fase a gironi                                                  | -4                                                                              |                                                                                 |
| Totale                                                                          |                                                                                 | Presenze                                                                        | 4                                                                               |                                                                                 | Reti                                                                            | -12                                                                             |                                                                                 |

## Palmarès

### Club

#### Competizioni nazionali
- Ligue 2: 1

Troyes: 2014-2015

### Nazionale
- Campionato d'Europa Under-19: 1

Germania 2016